# Cantonul Castifao-Morosaglia
Cantonul Castifao-Morosaglia este un canton din arondismentul Corte, departamentul Haute-Corse, regiunea Corsica, Franța.

## Comune
| Comune              | Populație (1999) | Cod poștal | Cod INSEE |
| ------------------- | ---------------- | ---------- | --------- |
| Asco                | 126              | 20276      | 2B023     |
| Bisinchi            | 202              | 20235      | 2B039     |
| Castello-di-Rostino | 392              | 20235      | 2B079     |
| Castifao            | 156              | 20218      | 2B080     |
| Castineta           | 53               | 20218      | 2B082     |
| Gavignano           | 47               | 20218      | 2B122     |
| Moltifao            | 724              | 20218      | 2B162     |
| Morosaglia          | 1078             | 20218      | 2B169     |
| Saliceto            | 65               | 20218      | 2B267     |
| Valle-di-Rostino    | 126              | 20235      | 2B337     |